# Baeus kuscheli
Baeus kuscheli är en stekelart som beskrevs av Dmitriy Alekseevich Ogloblin 1957. Baeus kuscheli ingår i släktet Baeus och familjen Scelionidae. Inga underarter finns listade.